# Mordecai Kaplan
Mordecai Menahem Kaplan (Swenziany, 11 giugno 1881 – New York, 8 novembre 1983) è stato un rabbino e filosofo statunitense, fondatore dell'Ebraismo ricostruzionista.
Nato in Lituania fu ordinato rabbino al Jewish Theological Seminary (JTS) di New York City, istituto dell'Ebraismo conservatore, nel 1902.

## Teologia
La teologia elaborata da Kaplan rimanda all'idea di un Dio non personale, legata ad una rilevante tradizione filosofica ebraica medievale. Le descrizioni antropomorfiche sono in realtà, al massimo, imperfette metafore.